# Пюк ван Гел
Пюк ван Гел (нід. Puck van Heel, нар. 21 січня 1904, Роттердам — пом. 19 грудня 1984, Роттердам) — нідерландський футболіст, що грав на позиції півзахисника.
Виступав за клуб «Феєнорд», а також національну збірну Нідерландів.
П'ятиразовий чемпіон Нідерландів. Дворазовий володар Кубка Нідерландів. 

## Клубна кар'єра
У дорослому футболі дебютував 1923 року виступами за команду клубу «Феєнорд», кольори якої і захищав протягом усієї своєї кар'єри гравця, що тривала цілих вісімнадцять років. За цей час тричі виборював титул чемпіона Нідерландів.
Помер 19 грудня 1984 року на 81-му році життя у місті Роттердам.

## Виступи за збірну
1925 року дебютував в офіційних матчах у складі національної збірної Нідерландів. Протягом кар'єри у національній команді, яка тривала 14 років, провів у формі головної команди країни 64 матчі.
У складі збірної був учасником чемпіонату світу 1934 року в Італії, чемпіонату світу 1938 року у Франції.

## Титули і досягнення
- Чемпіон Нідерландів (5):

«Феєнорд»:  1923-1924, 1927-1928, 1935-1936, 1937-1938, 1939-1940
- Володар Кубка Нідерландів (2):

«Феєнорд»:  1929-1930, 1934-1935